# 张辉 (1954年)
张辉（1954年9月—），男，江苏盱眙人，中华人民共和国政治人物。

## 生平
1982年1月毕业于安徽师范大学六安教学点中文系，毕业后分配至滁州市六中任教。1983年9月至1986年7月，在南京大学中文系古典文学硕士研究生学习。1986年8月分配到国家教委高教一司科研处工作。1990年至2001年，任教育部民族教育司处长。2001年7月至2004年8月，任西藏自治区教育厅副厅长。2005年7月，任中央广播电视大学党委副书记。
2014年10月，因年龄原因，不再担任国家开放大学（中央广播电视大学）党委副书记职务。